# Massacre de Borodianka
Le massacre de Borodianka est une série de crimes de guerre commis par les forces armées russes à Borodianka, dans l'oblast de Kiev, au début de l'invasion de l'Ukraine par la Russie.
Il est découvert le 7 avril 2022 après la fin de l'occupation russe de l'oblast de Kiev et révélé par Volodymyr Zelensky. À cette date, 27 corps sont retrouvés, mais le bilan suspecté par les autorités ukrainiennes est beaucoup plus élevé. Ce massacre est découvert une semaine après celui de Boutcha.

## Contexte
Avant l'offensive de Kiev, Borodianka, ville située au nord de la capitale ukrainienne Kiev, compte 13 000 habitants environ.
Les habitants de la ville subissent d'abord des frappes aériennes et se réfugient dans les caves, où ils resteront pendant 38 jours. Le 26 mars 2022, la Russie, qui n'a pas pu entrer dans Kiev, annonce retirer ses forces de ce front pour se concentrer sur la région du Donbass, dans l'est et le sud du pays. Les forces russes quittent alors progressivement la région de Kiev. À Borodianka, il ne reste que quelques centaines d'habitants ; beaucoup ont fui, d'autres sont morts sous les décombres.

## Déroulement
Iryna Venediktova, procureure générale d'Ukraine, affirme que les troupes russes ont utilisé des bombes à sous-munitions et des lance-roquettes multiples Tornado et Ouragan afin de détruire des bâtiments, et qu'elles ont tiré « le soir, quand il y avait un maximum de gens chez eux ». Par ailleurs, elle accuse les soldats russes de s'être livrés à « des meurtres, des tortures et des passages à tabac » de civils,.
De rares habitants de la ville survivent, cachés dans des caves. D'autres y sont enterrés vivants, selon Oleksiy Reznikov, ministre de la Défense, qui précise que plusieurs personnes ayant tenté de porter secours à ces derniers ont été prises pour cibles par les troupes russes.
Selon le maire de la ville, Borodianka a été « énormément bombardée », et, lorsque les chars russes traversaient la ville, les « soldats positionnés au-dessus tiraient à gauche et à droite sur tout ce qui bougeait ». Le maire estime ainsi le nombre de victimes à 200.

## Bilan humain
Le 8 avril 2022, Volodymyr Zelensky annonce que le bilan humain des massacres à Borodianka est « bien plus horrible » qu'à Boutcha, avec « plus de victimes »,,.

## Suites judiciaires
Le 5 avril, la presse annonce que l'AFP s'est rendue à Borodianka. L'AFP ne voit aucun cadavre, mais rapporte des destructions « à perte de vue ». Le bilan humain n'est pas encore défini, des habitants témoignent que leurs voisins ont été tués, mais que d'autres sont sous les décombres et que l'on ne peut savoir combien sont abandonnés dans les sous-sols,.
Le 7 avril, Iryna Venediktova annonce que vingt-six premiers corps ont été découverts dans les décombres de deux bâtiments détruits. Elle souligne par ailleurs que Borodianka « est la ville la plus détruite de la région » et que dans cette localité « seule la population civile a été visée, il n'y a aucun site militaire ».
Le 9 avril, Europe 1 publie un reportage réalisé sur place. Les pompiers tentent toujours, dix jours après le départ des russes, d'extraire les cadavres des décombres afin de les enterrer dignement. Mais la tâche est complexe car ce qui reste des bâtiments peut s'écrouler pendant l'opération. Tous les jours, des corps sont découverts. Les morgues de la région étant pleines, les cadavres sont évacués à une centaine de kilomètres.